# Aladdin Sane (песня)
«Aladdin Sane» — композиция Дэвида Боуи, она была выпущена на его альбоме 1973 года Aladdin Sane. Биограф Дэвид Бакли описывал её, как наиболее «значимую» песню альбома, в ней виден шаг Боуи в более экспериментальные музыкальные стили на фоне успеха его прошлого глэм-рок альбома The Rise and Fall of Ziggy Stardust and the Spiders from Mars 1972 года.

## Название
Название является игрой слов «A Lad Insane» — «Безумный Парень». Композиция была посвящена Дэвидом Боуи его двоюродному брату Терри, у которого диагностировали шизофрению. Первоначальное название песни —  «Love Aladdin Vein» («Люблю вены Аладдина»), но это название было отброшено Боуи из-за отсылки к наркотикам.

## Участники записи
- Дэвид Боуи: вокал, акустическая гитара, тенор-саксофон
- Майк Гарсон: пианино
- Мик Ронсон: электрогитара
- Тревор Болдер: бас гитара
- Мик Вудманси: барабаны